# Amsterdam Film eXperience
Het Amsterdam Film eXperience, of kortweg AFX, is een jaarlijks filmfestival dat sinds 2006 plaatsvindt in Amsterdam. Het wordt georganiseerd door stichting AISFF (Amsterdam International Short Film Festival). Aanvankelijk was AISFF ook de naam van het festival, maar uiteindelijk heeft men ervoor gekozen de nadruk minder op korte films te leggen en meer op de bredere ervaring van film in al zijn vormen, vandaar Amsterdam Film eXperience.
Hoewel Amsterdam de thuisbasis van het evenement is, is de attitude van het festival vooral internationaal. De organisatie van AFX bestaat uit een gevarieerde groep mensen met diverse achtergronden, zowel qua afkomst als educatie/professie. Alle medewerkers hebben naast hun taken voor AFX een andere fulltime baan en/of studie. Naast het vaste team is de organisatie elk jaar afhankelijk van de inzet van een groep vrijwilligers.

## Het begin
De eerste editie van AFX vond van 6 tot en met 8 oktober 2006 plaats in het oude gedeelte van Het Ketelhuis (ook wel Openbare Verlichting genaamd). Tijdens deze eerste editie werden korte films vertoond in 6 verschillende competitieonderdelen: 
1. Experimental Documentary
2. Guerrilla Techniques
3. Sound & Vision
4. Narrative Time Space Continuum
5. Buzz Clicks & Visual Chaos: New Directions
6. Crossover Animation.

De films uit de competitie dongen mee naar een van de vier prijzen. De volgende vier films sleepten uiteindelijk een van de prijzen in de wacht:
- Tyger (Guilherme Marcondes, Brazilië 2006)       -  Best in Show
- Spin (Jamin Winans, Verenigde Staten 2005)       -  People's Choice (publieksprijs)
- Metalosis Maligna (Floris Kaayk, Nederland 2006) -  Jameson-Award (sponsor-award)
- Kapitaal (Thom Snels, Nederland 2005)            -  Breaking Out of the Frame-Award (juryprijs)

Er werden ook films buiten competitie gedraaid, enkele namen van filmmakers die buiten competitie draaiden zijn Rosto A. D., Virgil Widrich en Chris Cunningham. Verder vond er een samenwerking plaats met andere internationale filmfestivals in de vorm van uitwisseling van programmaonderdelen, en was er een kinderprogramma.
AFX draait volgens eigen zeggen niet alleen om film, maar om de bredere ervaring van alles wat met film te maken heeft. Deze bredere ervaring hoopt AFX te bewerkstelligen door een secundair programma bestaande uit (video-, kunst-, media)installaties, workshops (o.a. Florian Thalhofer), lezingen en interactieve programmaonderdelen (o.a. 15x15).

## AFX'07
Van 2 t/m 4 november 2007 vond het festival wederom plaats in Het Ketelhuis, nu in de nieuwe setting die drie filmdoeken telde. Ook de directe omgeving van de bioscoop, gelegen op het Westergasfabriekterrein, was bij het festival betrokken. 